# Percophis brasiliensis
El pez palo (Percophis brasiliensis) también llamado ajorrea, congrio real o merluza real, es una especie de pez actinopeterigio marino, la única del género monotípico Percophis, que a su vez es el único de la subfamilia Percophinae de la familia de los percófidos.

## Morfología
Cuerpo alargado y con una longitud máxima descrita de 53,3 cm, aunque la longitud máxima más común parece ser de 40 cm. En la aleta dorsal presenta 8 a 10 espinas y 30 a 33 radios blandos, mientras que la alaeta anal no tiene espinas y 40 a 42 radios blandos.

## Distribución y hábitat
Se distribuye por la costa de América del Sur al suroeste del océano Atlántico, desde el sur de Brasil, Uruguay, hasta el centro de Argentina. Son peces marinos de aguas subtropicales que prefieren una temperatura de 16 °C, de comportamiento demersal, migrador de tipo oceanódromo.